# تیم جوانان اینتر میلان
تیم پریماورا اینتر میلان (ایتالیایی:F.C. Internazionale Milano Settore Giovanile) نام تیم جوانان باشگاه فوتبال اینتر میلان ایتالیا است. این تیم در لیگ جوانان ایتالیا (تورنمنت جاچینتو فاکتی) بازی می‌کند. آن‌ها ۱۰ بار قهرمان لیگ جوانان ایتالیا شده‌اند و ۶ بار جام حذفی جوانان ایتالیا را فتح کرده‌اند. آن‌ها همچنین سالانه در جام ویارجو شرکت می‌کنند که یک تورنومنت بین‌المللی است و هشت بار فاتح آن شده‌اند.

## پریماورا

### ترکیب تیم اول
تا تاریخ ۳۱ ژانویه ۲۰۲۲
| شماره |          | پست       | بازیکن               |
| ----- | -------- | --------- | -------------------- |
| ۱     | ایتالیا  | دروازه‌بان | ویلیام روویدا        |
| ۱۲    | ایتالیا  | دروازه‌بان | متئو باستی           |
| ۲۱    | یونان    | دروازه‌بان | نیکولائوس بوتیس      |
| ۲۷    | آلبانی   | دروازه‌بان | کریستین درویشی       |
| ۱۵    | ایتالیا  | مدافع     | الساندرو فونتاناروسا |
| ۳     | ایتالیا  | مدافع     | فابیو کورتینوویس     |
| ۵     | کوزوو    | مدافع     | اندی هوتی            |
| ۱۳    | اسلوونی  | مدافع     | سامو ماتیاز          |
| ۲۳    | ایتالیا  | مدافع     | آندره آ مورتی        |
| ۲۹    | روسیه    | مدافع     | آندره آ پلاماتی      |
| —     | ایتالیا  | مدافع     | آندره آ پوتزی        |
| ۱۹    | ایتالیا  | مدافع     | الساندرو سیلوسترو    |
| ۲     | ایتالیا  | مدافع     | ماتیا زانوتی         |
| ۶     | آرژانتین | هافبک     | فرانکو ازکیل کربنی   |

| شماره |           | پست   | بازیکن               |
| ----- | --------- | ----- | -------------------- |
| ۳۸    | آرژانتین  | هافبک | والنتین کربنی        |
| ۸     | ایتالیا   | هافبک | چزاره کاسادی         |
| ۱۹    | برزیل     | هافبک | ماتئوس سیچینی مولر   |
| ۱۴    | ایتالیا   | هافبک | جیووانی فابیان       |
| ۲۵    | جمهوری چک | هافبک | ساموئل گریگار        |
| ۶     | ایتالیا   | هافبک | ماتیا میرارکی        |
| ۱۸    | ایتالیا   | هافبک | فرانچسکو نونزیاتینی  |
| ۴     | ایتالیا   | مهاجم | ماتیا رونالد سانگالی |
| ۲۲    | ایتالیا   | مهاجم | فابیو ابیوسو         |
| ۱۱    | ایتالیا   | مهاجم | ریکاردو گوفی         |
| ۱۰    | بلغارستان | مهاجم | نیکولا ایلیف         |
| ۹     | استونی    | مهاجم | الیور یورگنز         |
| ۷     | ایتالیا   | مهاجم | لورنزو پسچتولا       |
| ۳۵    | لهستان    | مهاجم | یان زوبرک            |

## مربیان باشگاه
| نام                | سال         |
| ------------------ | ----------- |
| نامعلوم            | ۲۰۰۱–۱۹۶۲   |
| کورادو وردلی       | ۲۰۰۳–۲۰۰۱   |
| دانیله برنازانی    | ۲۰۰۶–۲۰۰۳   |
| وینچنزو اسپوزیتو   | ۲۰۰۹–۲۰۰۶   |
| فولویو پیا         | ۲۰۱۱–۲۰۰۹   |
| آندره‌آ استراماچونی | ۲۰۱۲–۲۰۱۱   |
| دانیله برنازانی    | ۲۰۱۳–۲۰۱۲   |
| سالواتوره کرونه    | ۲۰۱۴–۲۰۱۳   |
| استفانو وکی        | ۲۰۱۸–۲۰۱۴   |
| آرماندو مدونا      | ۲۰۲۱–۲۰۱۸   |
| کریستین کیوو       | ۲۰۲۴–۲۰۲۱   |
| آندریا زانچتا      | ۲۰۲۵–۲۰۲۴   |
| بنیتو کربن         | تاکنون–۲۰۲۵ |

## افتخارات
| افتخارات تیم جوانان |
| - لیگ جوانان ایتالیا، تورنمنت جاچینتو فاکتی - قهرمانی (۱۱): ۶۴–۱۹۶۳, ۶۶–۱۹۶۵, ۶۹–۱۹۶۸, ۸۹–۱۹۸۸, ۰۲–۲۰۰۱, ۰۷–۲۰۰۶, ۱۲–۲۰۱۱, ۱۷–۲۰۱۶, ۱۸–۲۰۱۷, ۲۲–۲۰۲۱, ۲۵–۲۰۲۴ - نایب قهرمانی (۵): ۸۰–۱۹۷۹, ۰۳–۲۰۰۲, ۰۴–۲۰۰۳, ۰۸–۲۰۰۷, ۱۹–۲۰۱۸ - جام حذفی جوانان ایتالیا - قهرمانی (۶): ۷۳–۱۹۷۲, ۷۶–۱۹۷۵, ۷۷–۱۹۷۶, ۷۸–۱۹۷۷, ۰۶–۲۰۰۵, ۱۶–۲۰۱۵ - نایب قهرمانی (۱): ۰۷–۲۰۰۶ - سوپر جام جوانان ایتالیا - قهرمانی (۱): ۲۰۱۷ - نایب قهرمانی (۴): ۲۰۰۶, ۲۰۰۷, ۲۰۱۲, ۲۰۱۶ - جام ویارجو - قهرمانی (۸): ۱۹۶۲, ۱۹۷۱, ۱۹۸۶, ۲۰۰۲, ۲۰۰۸, ۲۰۱۱, ۲۰۱۵ , ۲۰۱۸ - نایب قهرمانی (۲): ۱۹۷۲, ۱۹۸۳ - مسابقات نکست گن - قهرمانی (۱): ۱۲–۲۰۱۱ |

| افتخارات تیم‌های پایه |
| - جام برتی (زیر۱۸ سال) - قهرمانی (۶): ۸۰–۱۹۷۹, ۸۴–۱۹۸۳, ۹۱–۱۹۹۰, ۱۲–۲۰۱۱, ۱۶–۲۰۱۵, ۱۷–۲۰۱۶ - جام ملی دانشجویان (زیر۱۷سال) - قهرمانی (۸): ۸۵–۱۹۸۴, ۸۷–۱۹۸۶, ۹۱–۱۹۹۰, ۹۸–۱۹۹۷, ۰۸–۲۰۰۷, ۱۴–۲۰۱۳, ۱۸–۲۰۱۷, ۱۹–۲۰۱۸ - جام ملی نونهالان (زیر۱۵سال) - قهرمانی (۹): ۸۸–۱۹۸۷, ۹۷–۱۹۹۶, ۰۳–۲۰۰۲, ۰۶–۲۰۰۵, ۰۹–۲۰۰۸, ۱۲–۲۰۱۱, ۱۳–۲۰۱۲, ۱۵–۲۰۱۴, ۱۸–۲۰۱۷ |

## سیستم جوانان
زمین تمرین و مقر اصلی تیم جوانان اینتر در مرکز ورزشی جاچینتو فاکتی می‌باشد که با مساحت ۳۰۰۰۰ متر مربع دارای امکانات آموزشی و حرفه‌ای زیادی است.
به جز تیم جوانان، اینتر ۹ تیم دیگر نیز دارد:
- Berretti (زیر۱۸ سال)
- Allievi Nazionali (زیر۱۷سال)
- Allievi Nazionali Lega Pro (زیر۱۶سال)
- Giovanissimi Nazionali (زیر۱۵سال)
- Giovanissimi Regionali (زیر۱۴سال)
- Giovanissimi Regionali Fascia B (زیر۱۳سال)
- Esordienti (زیر۱۲سال)
- Pulcini Regionali (زیر۱۱سال)
- Pulcini B (زیر۱۰سال)
- Pulcini C (زیر۹سال)

## بازیکنان مشهور
آکادمی باشگاه فوتبال اینتر میلان یکی از بهترین آکادمی‌های فوتبال در سراسر جهان است که بازیکنان بزرگ زیادی را پرورش داده که تعدادی از آن‌ها فوتبالشان را در باشگاه اینتر ادامه دادند و تعدادی دیگر به تیم‌های مختلف پیوستند.
لیست زیر بازیکنانی هستند که در آکادمی باشگاه اینتر پرورش یافته‌اند:
| - ماریو بالوتلی - جوزپه بارسی - ماورو بلوجی - جوزپه مه آتزا - جوزپه برگومی - جاچینتو فاکتی - ساندرو مازولا - روبرتو بونینسنیا - ماتیا دسترو - لئوناردو بونوچی - استفانو بتارینی | - ریکاردو فرری - مارکو دلوکیو - جابریله اوریالی - نیکولو زانیولو - مارکو آندرئولی - داویده سانتون - والتر زنگا - ژاناتان بیابیانی - سباستین فری - اوبافمی مارتینس - گوران پاندف |